# Hvalvík
Hvalvík [ˈkvalvʊik] (dänischer Name: Kvalvig) ist ein Ort der Färöer an der Ostküste der Insel Streymoy, direkt gegenüber der östlichen Nachbarinsel Eysturoy.
Bis Ende 2004 gab es die Kommune Hvalvík. Zu ihr gehörten auch die Orte Nesvík und Streymnes. Zusammen hatte die Kommune Ende 2002 genau 370 Einwohner. Streymnes und Hvalvík liegen direkt nebeneinander im selben Fjordende und am Anfang des langen Tales nach Saksun (Saksundalur), das zur Westküste Streymoys führt.
Hvalvík bedeutet auf Deutsch Walbucht. 

## Kirche von Hvalvík

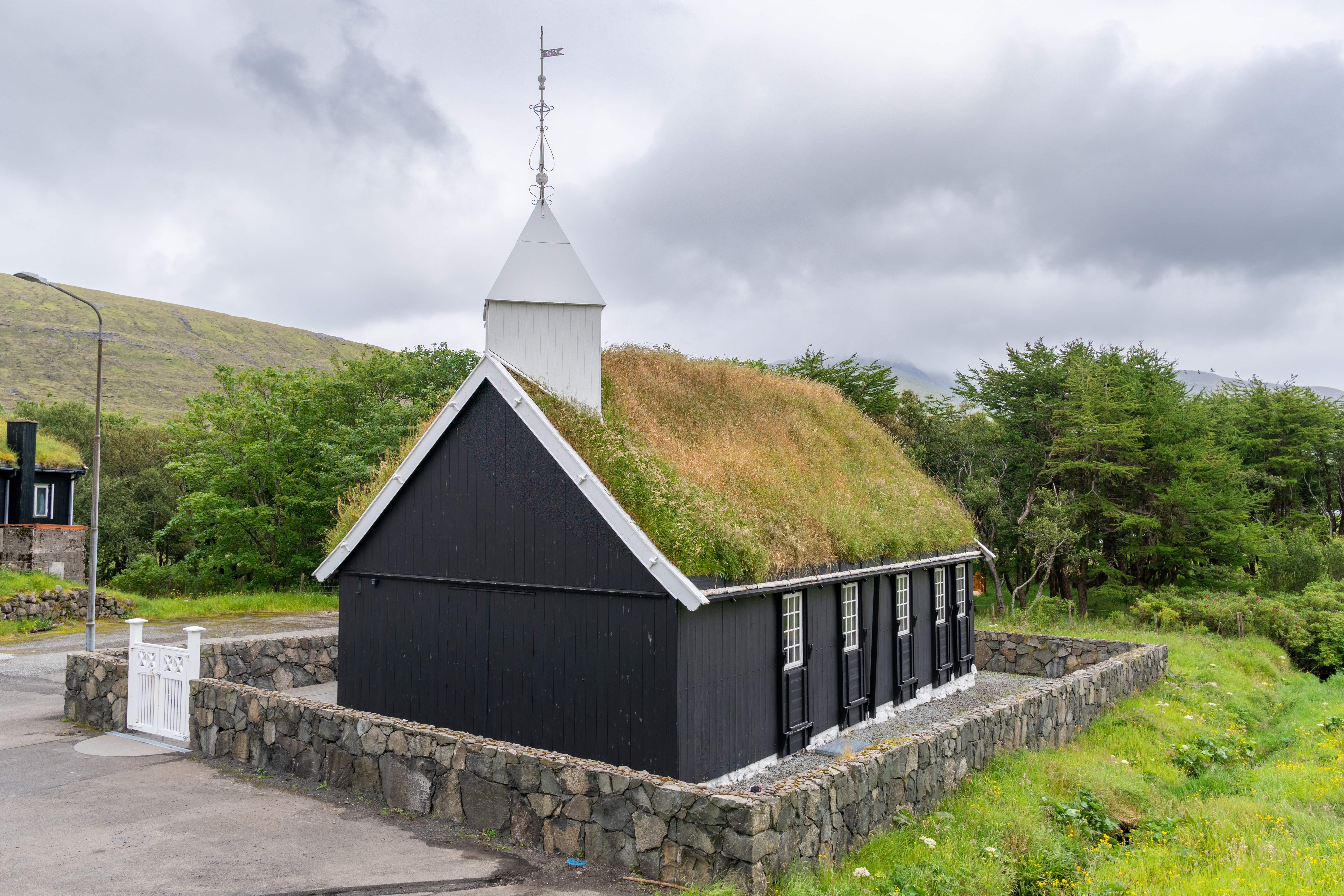
Die Kirche von Hvalvík aus dem Jahr 1829.

Die Holzkirche stammt von 1829 und ist die älteste der typischen färöischen Holzkirchen. Die Vorgängerkirche von 1816 wurde in einem Sturm in der Nacht vom  21. auf den 22. Januar 1829 zerstört. Es war mindestens die siebte Kirche an dieser Stelle seit Mitte des 17. Jahrhunderts. Noch am 20. Januar wurde hier das Mädchen Elin í Gørðum (Ellen Hermansdatter) getauft. Der damalige Gouverneur der Färöer, Christian Ludvig Tillisch ordnete an, dass eine neue Kirche an einem windgeschützteren Ort näher am Dorf errichtet werden soll. In nur 3–4 Monaten stand die neue Kirche, und am 24. Mai 1829 wurde dort die kleine Armigardt Elisabeth Egholm getauft.
Sie ist aus pommerscher Kiefer gefertigt, das von der Bark Boon aus Glasgow stammte, die 1828 in Saksun strandete. Baumeister war der Handwerker Joen Michelsen aus Velbastaður, der auch am Bau der späteren berühmten Holzkirchen beteiligt war.
Die Kanzel stammt wahrscheinlich von 1609, stand ursprünglich in der Tórshavner Kirche und wurde 1677 bei dem Überfall französischer Piraten auf die Färöer mit Säbelhieben beschädigt. 1790 kam die Kanzel dann nach Hvalvík in die damalige Kirche. Das Altargemälde in der heutigen Kirche stammt von Carl Bloch. Es wurde vom hiesigen Bauer Thomas Michael Johannesen gestiftet, der wegen einer schweren Erkrankung ein entsprechendes Gelübde im Falle seiner Genesung ablegte. Er starb zwar bald darauf, aber das Bild des berühmten dänischen Malers gelangte dennoch nach Hvalvík.
Neben der Kirche wurde ab 1953 ein kleiner Wald, der Viðarlundin í Hvalvík, angelegt. Er ist im Besitz der Kommune und hat eine Fläche von 0,66 ha. Damit zählt er zu den kleinsten Wäldern der Färöer.

## Wanderungen
Neben der Wanderung durch das Saksundalur ist vor allem der 10 Kilometer lange, und relativ leichte Wanderweg nach Vestmanna ein beliebtes Ausflugsziel. Dieser Weg wird auch im Reisebericht der Maria-Expedition von 1854 beschrieben (Wikisource – Reise mit der Yacht Matia. Kapitel III, ab Abschnitt „Berglandschaft“)

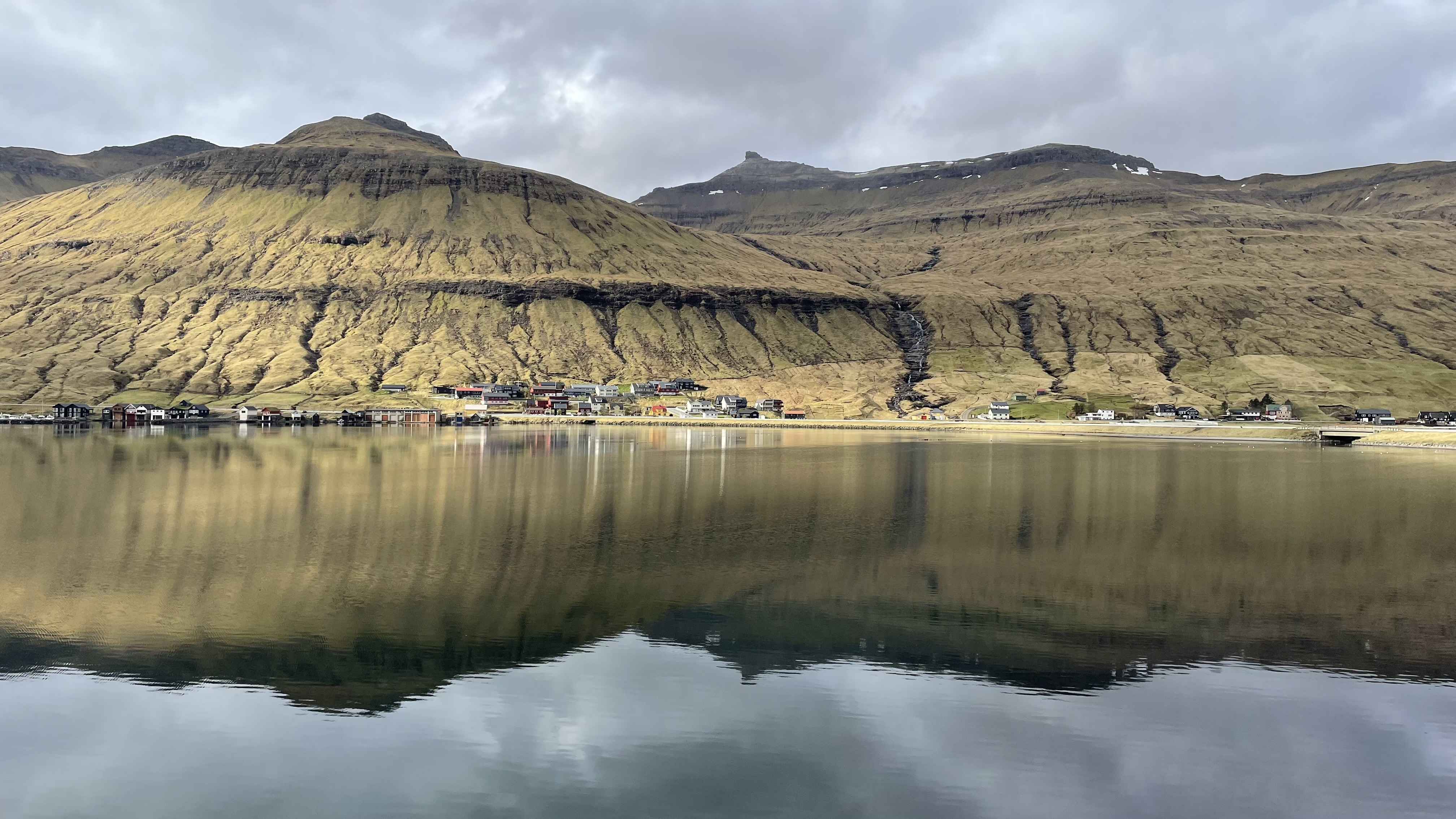
Hvalvík vom Hafen von Streymnes aus gesehen
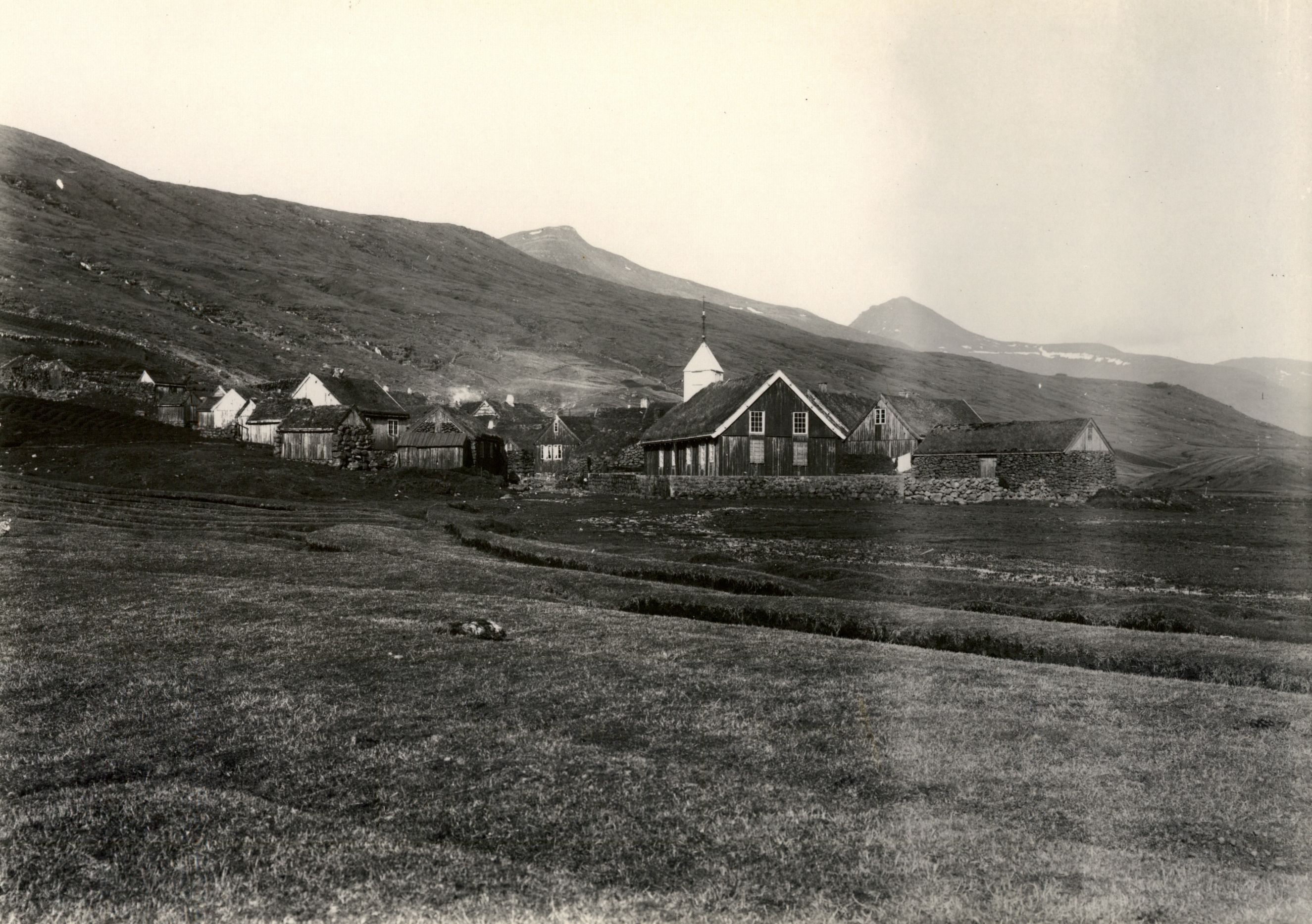
Hvalvik im Jahr 1899
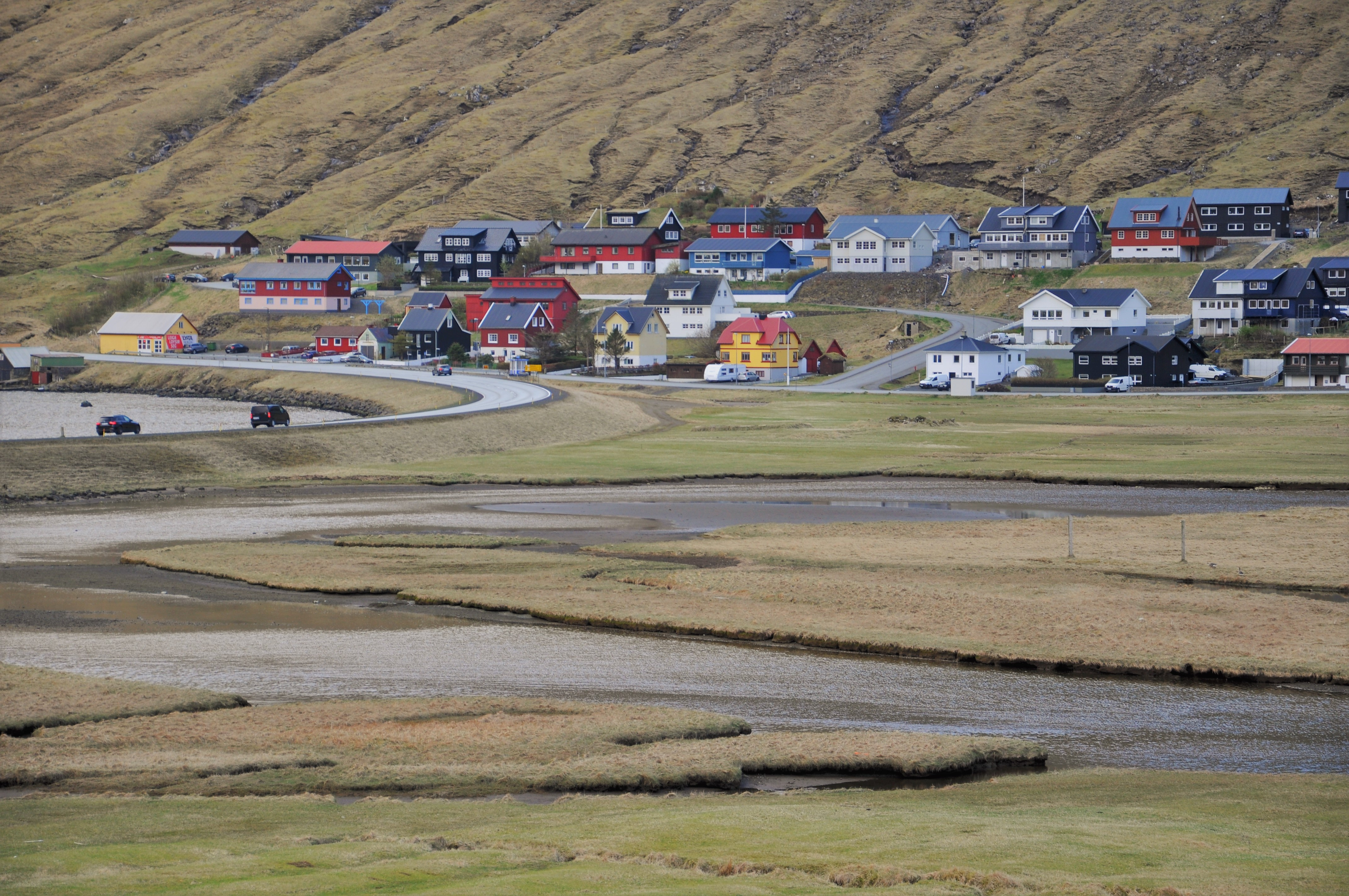
Hvalvík mit der Mündung des Flusses Storá